# Опричнина
Опричнина у ширем смислу подразумева период у историји Русије од 1565. до 1572, током владавине Ивана IV Грозног. Овај период се карактерише јачањем царског апсолутизма, што је било праћено невиђеним терором и прогоном царевих противника међу бољарима и свештенством, као и гушењем свих облика локалне самоуправе. Опричнина у ужем смислу означава део Русије који је у то време био под царевом непосредном контролом (слично краљевском домену у Француској). Опричници су били војно-полицијски одреди Ивана IV Грозног. Као нарочито привилегована група од 6.000 људи, изабраних из редова нижег племства, опричници су имали задатак, да под оптужбом за издају, ликвидирају и велике бољаре, противнике цареве самовласти.

## Увод
Цар Иван Грозни је у почетку своје владавине доживео неколико личних трагедија: 1538. мајку су му отровали бољари, 1553. син Димитрије, његов првенац, утопио се у реци под нејасним околностима, а 1560. изгубио је вољену супругу Анастасију Романовну, за коју је сумњао да је отрована. Такође, пријатељи и сарадници којима је веровао су га више пута издали: 1553. док је цар био болестан, његови најближи бољари су одбили да положе заклетву његовом сину, царевићу Димитрију, док је 1564. његов најбољи војсковођа и пријатељ из детињства, кнез Андреј Курбски, пребегао у Пољску.
Цар Иван је почео да сумња да су и други аристократи такође били спремни да га издају.

## Организација
Разочаран у бољаре, цар је окупио око себе најсиромашније племиће, на челу са Маљутом Скуратовом и Борисом Годуновом, и 1565. сазвао Земски сабор, претећи абдикацијом ако бољари и црква не приме нове реформе. Цар је од Земског сабора изнудио апсолутну власт и право да кажњава све своје противнике без суда, док је Русија подељена на два дела: Опричнину и Земшчину.
Опричнина је био царев лични посед, настао запленом имања погубљених бољара, који су уживали опричници, цареви телохранитељи и лична полиција, изабрани од најсиромашнијих племића без земље. У почетку је опричника било 1.000, а касније је њихов број порастао на 5.000.
Земшчина, остатак Русије који је остао под управом Бољарске думе, био је у немилости, колективно осумњичен за издају, и опричници су имали право да њене чланове подвргну насиљу како би цара заштитили од издаје.

## Терор
Иванова револуција била је праћена терором: манастирске хронике из 1560-1570. набрају поименце 3470 жртава царевог гнева. Често, жртве су биле погубљене "са својом женом", "са женом и децом" или "са још десет људи који притекоше у помоћ". Царев брат од стрица и претендент на престо, кнез Иван Старицки, погубљен је са својом мајком, али су му деца поштеђена и збринута.
Упркос хиљадама погубљених бољара, ни једна бољарска породица није истребљена. Цар је наређивао манастирима да се моле за душе погубљених, и правдао је погубљења и мучења као уобичајену казну за издају у целом свету, нарочито у време рата.
Поред кнежевско-бољарског сталежа, настрадале су и области старе градске слободе и државне независности - покрајине некадашње Новгородске републике. Врхунац терора био је новгородски масакр 1570., када је најбогатији трговачки центар Русије, Велики Новгород, темељно опљачкан и спаљен, а погубљено је 2.770 људи.

## Укидање
Опричнина је укинута на Земском сабору 1572., али су њени чланови формирали нову аристократију, засновану на служби цару, и наставили да играју истакнуте улоге у Русији све до Времена смутње. Тако је Борис Годунов најпре био регент цара Фјодора, а затим цар Русије (1598-1605), док је кћи Маљуте Скуратова завршила као царица Русије.